# A Pillow of Winds
„A Pillow of Winds” (Poduszka wiatrów) – ballada rockowa angielskiego zespołu Pink Floyd, należącego do nurtu progresywnego rocka. Utwór pochodzi z albumu Meddle, który wydano w 1971 roku. Piosenka jest akustyczna, a tekst – co w przypadku tego zespołu jest rzadkością – związany jest z miłością. Autorem słów jest Roger Waters, muzykę natomiast skomponował David Gilmour.